# Witheringia maculata
Witheringia maculata är en potatisväxtart som först beskrevs av Julius Sterling Morton och Standley, och fick sitt nu gällande namn av A. T.Hunziker. Witheringia maculata ingår i släktet Witheringia och familjen potatisväxter. Inga underarter finns listade i Catalogue of Life.